# Biotypologie
Die Biotypologie befasst sich mit der Klassifizierung von Lebewesen, um mittels verschiedener Untersuchungen Relationen zwischen Form, Struktur und Funktion zu objektivieren. Ziel ist die Kategorisierung von Gruppen mit Gemeinsamkeiten hinsichtlich anatomischer, physiologischer, metabolischer, energetischer, psychologischer und charakterlicher Eigenschaften und Funktionen.
Biotypologische Gesichtspunkte spielen in der Sportanthropologie, vorzugsweise in der sportlichen Sichtung und Auswahl, eine bedeutende Rolle.